# Mendo Mota
Mendo Mota (século XVI – século XVI) foi um militar português.
Foi governador do Forte de Santiago do Outão. Sob o seu comando, a sua guarnição pelo partido do Prior do Crato resistiu entre 22 e 24 de julho de 1580 às forças do Duque de Alba .